# Фънк
Фънк (на английски: funk) е американски музикален стил, който произхожда от афроамериканците, като например Джеймс Браун и членовете на групата му (най-вече Масео и Мелвин Паркър), както и групи като The Metres. Стилът се е зародил през 60-те години на 20 век и смесва стилове като соул музика, соул джаз и др.

## Характерни особености
Стилът фънк може да бъде най-добре разпознат по синкопираните ритми, плътен бас, острите като бръснач китари, монотонното или викащо пеене (като това на Марва Уитни и The Bar-Kays), ритъм с лек ориенталски привкус и използването на духови инструменти като тромпет (или рог).
Фънкът е видоизменена соул музика и първоначално е за забавление, но придобива политически подтекст. В съвременните класации е изместен от песни в стил Ритъм енд Блус, но рок и метъл групи използват елементи от стила и създават фънк-рок и фънк-метъл.
Funk песни често се основават на продължителен вамп на един акорд, който ги отличава от R & B и соул песни, които са изградени на акорд прогресия. Funk използва същите разширени акорди намерени в бибоп джаз, като незначителни акорди с добавени седми и elevenths или господстващо седми акорди с променени ninths.

## Изпълнители
- James Brown
- „Слай енд дъ Фемили Стоун“
- George Clinton
- Parliament
- Aurra
- Kool and The Gang
- The Bar-Kays
- Ohio Players
- Brass Construction
- Zapp
- Bootsy Collins
- Roger
- B.T. Express
- Brick
- Cameo